# 부러진 화살 (2012년 영화)
《부러진 화살》(영어: Unbowed)은 정지영 감독의 2012년 대한민국의 드라마 영화로, 2007년 석궁 사건을 토대로 제작된, 형사사건 1심 재판을 주로 다룬 영화이다. 안성기, 박원상, 나영희, 김지호 등이 출연하였으며, 제작 및 배급・제공은 아우라 픽쳐스가 맡았다. 2012년 1월 18일에 개봉되었다.

## 줄거리
이 남자의 분노에 주목하라!
대학 입시시험에 출제된 수학문제 오류를 지적한 뒤 부당하게 해고된 김경호 교수. 교수지위 확인소송에 패소하고 항소심마저 정당한 사유 없이 기각되자, 담당판사를 찾아가 공정한 재판을 요구하며 석궁으로 위협하기에 이른다. 격렬한 몸싸움, 담당판사의 피 묻은 셔츠, 복부 2cm의 자상, 부러진 화살을 수거했다는 증언… 곧이어 사건의 파장은 일파만파 퍼져나가고, 사법부는 김경호의 행위를 법치주의에 대한 도전이자 ‘테러’로 규정, 피의자를 엄중 처벌하겠다는 입장을 발표한다.
그러나 피의자 김경호가 실제로 화살을 쏜 일이 없다며 결백을 주장하면서, 속전속결로 진행될 것 같았던 재판은 난항을 거듭한다. 한 치의 양보도 없는 법정, 엇갈리는 진술! 결정적인 증거 ‘부러진 화살’은 행방이 묘연한데…
비타협 원칙을 고수하며 재판장에게도 독설을 서슴지 않는 김경호의 불같은 성격에 변호사들은 하나둘씩 변론을 포기하지만, 마지막으로 선임된 자칭 ‘양아치 변호사’ 박준의 등장으로 재판은 활기를 띠기 시작하는데….
상식 없는 세상에 원칙으로 맞서는 한 남자의 이야기가 시작된다!

## 캐스팅

### 주연
- 안성기 : 김경호 교수[1] 역
- 박원상 : 박준 변호사[2] 역
- 나영희 : 김경호의 아내 역
- 김지호 : 장은서 기자 역

### 조연
- 문성근 : 신재열 판사[3] 역
- 이경영 : 이태우 판사[4] 역
- 김응수 : 박봉주 판사[5] 역
- 진경 : 박 변호사의 아내 역
- 김준배 : 이 실장 역
- 박수일 : 심준복 검사[6] 역

### 단역
- 권범택 : 이 교수 역
- 김갑순 : 노신사 역
- 서지원 : 노조원 역
- 천미현 : 아기 엄마 역
- 양기환 : 구명본부 회장 역
- 허충호 : 구명본부 회원 1 역
- 김문철 : 구명본부 회원 2 역
- 김현옥 : 구명본부 회원 3 역
- 최은석 : 권창덕(구급대원) 역
- 조완기 : 고승면(구급대원) 역
- 한상철 : 이종국(순찰대원) 역
- 이정민 : 홍석준(형사) 역
- 오대환 : 김인식(석궁실험 형사) 역
- 이홍표 : 석궁사격장교관 역
- 조덕제 : 김성오 판사 역
- 권영국 : 판사(교수지위소송) 역
- 한현근 : 대학측 변호사(교수지위소송) 역
- 송영규 : 변호사(사건원심) 역
- 김동현 : 백세민 검사(사건원심) 역
- 이춘연 : 법원 미결수 역
- 최필선 : 국선 변호인 역
- 고경민 : 배석 판사 1 역
- 서홍석 : 배석 판사 2 역
- 하일수 : 배석 판사 3 역
- 김지연 : 배석 판사 4 역
- 김태욱 : 호송 교도관 1 역
- 전익수 : 호송 교도관 2 역
- 법정 기자 역

김미현, 이제희, 이재우, 전윤희, 이승기, 임지환
- 법정 경위 역

김정일, 서강우, 김진남
- 박봉주 재판 실무관 역

박정희, 박정길
- 이태우, 신재열 재판 실무관 역

이미화, 김건하, 이수형
- 이성준 : 신재열 재판 참여관 역
- 법정 방청객 역

하동균, 이지석, 조유미, 허웅, 이진구, 송하나, 신민철, 조민주, 이익재, 문세하, 임윤진, 이준기, 김준희, 김정일, 이현주, 최혜원, 전해윤, 김동욱, 김태웅, 김호근, 조형기, 한승철, 최린, 장현남
- 이호원 : 우두머리 역
- 조재룡 : 왕제비 역
- 백성기 : 떡대 역
- 김태웅 : 수용자 1 역
- 한근섭 : 수용자 2 역
- 김병수 : 구치소 과장 역
- 명성학 : 교도관 1 역
- 김원진 : 교도관 2 역
- 신안진 : 교도관 3 역
- 윤치원 : 김경호 동료 수용자 역
- 백성식 : 교도소 교도관 1 역
- 이태형 : 교도소 교도관 2 역
- 김희창 : 재소자 1 역
- 김경화 : 재소자 2 역
- 김승태 : 채점위원 1 역
- 김민웅 : 채점위원 2 역
- 조돈문 : 채점위원 3 역
- 김지예 : 채점위원 4 역
- 황귀민 : 최 교수 역
- 장길수 : 대학교 학과장 역
- 이수호 : 총장 역
- 서유석 : 이사 1 역
- 심인보 : 이사 2 역
- 우찬중 : 이사 3 역
- 유화수 : 이사 4 역
- 정연자 : 이사 5 역
- 이승원 : 이사 6 역
- 임태연 : 이사 7 역
- 전진우 : 방송기자 역
- 배장수 : 부장 역
- 조동인 : 김상준 역
- 조세래 : 김덕환(경비원) 역
- 배연태 : 운전기사 역
- 김현진 : 여직원 역
- 신종훈 : 처남 역
- 박지성 : 심원 역
- 김수민 : 심주 역
- 전소현 : 통술집 주인 역
- 이익태 : 통술집 손님 역
- 구승철 : 식당 손님 역
- 이명선 : 뉴스 앵커 역
- 손덕기 : 대법원 공보관 역
- 강민희 : 간호사 역
- 김연호 : 오피스텔 수위 역
- 크리스포터 카슨 코글린 : 상준 친구 1 역
- 찰스 조셉 피쳇 : 상준 친구 2 역
- 펠릭스 더 듀드 자이슬럽포트 : 상준 친구 3 역
- 로미나 폴리너스 : 상준 친구 4 역
- 최은석 : 구급대원 역

### 우정출연
- 정원중 : 박재기 역
- 한기중 : 재단 이사장 역
- 박길수 : 최 위원장 역
- 이승훈 : 이 변호사 역

## 스태프
- 감독/각본/제작/기획 : 정지영
- 부제작 : 김지연
- 조감독 : 신종훈
- 연출부 : 정상협, 한거울, 배연태, 최린, 장현남
- 촬영감독 : 김형구
- 조명감독 : 정영민
- 편집 : 김상범, 김재범
- 음악 : 김준석
- 미술 : 최연식
- 의상 : 이은경
- 분장 : 이진영
- 동시녹음 : 김현상
- 음향감독 : 김석원
- 특수효과 : 서상화
- 무술감독 : 이홍표
- 스틸 : 백혜정, 명사랑
- 테크니컬 감독 : 윤광병
- 랩 매니저 : 우순도, 정행숙
- 컬러 마스터 : 서충환, 박지웅
- 네가티브 프로세싱 : 김동기, 권병규
- 음향 프로세싱 : 우순도
- 프린팅 : 이재욱, 정세운
- 포스티브 프로세싱 : 신상준, 조영호, 인정권, 김태화, 박지원, 심준보
- 캐미컬 슈퍼바이저 : 이천규, 김규성, 장원석, 김지훈
- 어드미니스트레이션 : 노미정, 정은욱
- 텔레시네 : 윤명순, 최우진
- 색보정 : 김일광
- 컬러어시스턴트 : 허정, 김재민, 김수정, 유선아
- 테크널 슈퍼바이저 : 서민부
- 디지털 I/O : 주영견, 한대광, 이재훈, 김경호
- 레스토레이션 : 박태일, 최은석
- 디지털카메라 : 박상문, 김지민
- 프로젝트 컨티네이터 : 김동혁, 송보경
- 어드미니스트레이션 : 이지영, 조아영
- 메이킹 : 정상이
- 스토리보드 : 김지연
- 마케팅(홍보) : 심명희
- 스크립터 : 강민희
- 현장편집 : 백승우
- 제작실장 : 최필선
- 제작회계 : 문정민
- 제작팀 : 나채형
- 제작지원 : 이대일
- 촬영팀 : 서민수, 추광채, 유금정
- 그립 : 이태진, 장진광
- 지미짚 : 문주천, 차효빈
- 조명팀 : 김욱, 김수빈, 정웅조, 윤인한, 이주일

## 수상
- 후쿠오카 영화제 개막작 선정[7]
- 2012 백상예술대상 - 영화부문 작품상, 최우수 남우주연상(안성기)[8]
- 2012 금계백화영화제 - 감독상[9]
- 제32회 영평상 남우주연상(안성기)[10]
- 2012 청룡영화상 - 감독상[11]

## 흥행 성적
2012년 3월 20일 배급사 집계에 의하면 약 346만 명의 관람객과 256억원의 수입을 기록하며 종영했다. 5억원의 저예산 영화라는 점을 고려하면 매우 높은 수익률을 기록한 것으로 평가된다.

## 같이 보기
- 김명호 (1957년)
- 1995년 성균관대학교 입학시험 오류 사건
- 2007년 석궁 사건
- 드레퓌스 사건

## 참고
1. ↑  김명호 교수를 모티브로 함.
2. ↑  박훈 변호사를 모티브로 함.
3. ↑  신태길 판사를 모티브로 함.
4. ↑  이회기 판사를 모티브로 함.
5. ↑  의정부 지법원장 2012 서울행정법원장 박홍우 판사를 모티브로 함.
6. ↑  박혜경 검사를 모티브로 함.
7. ↑  김도연 (2012년 5월 9일). “‘부러진 화살’ 후쿠오카 아시안 영화제 개막작 선정”. 문화일보. 2013년 5월 22일에 확인함.
8. ↑  박유영 (2012년 4월 26일). “<부러진 화살> 영화부문 작품상 수상”. 맥스무비. 2016년 3월 4일에 원본 문서에서 보존된 문서. 2013년 5월 22일에 확인함.
9. ↑  현화영 (2012년 9월 29일). “'부러진 화살' 정지영 감독, 中금계백화영화제 감독상 수상 '쾌거'”. 세계일보. 2013년 5월 22일에 확인함.
10. ↑  조지영 (2012년 11월 7일). “'남우연기상' 안성기 "7번째 영평상, 앞으로 3번 더 받고싶다"”. TV리포트. 2013년 5월 22일에 확인함.
11. ↑  이지영 (2011년 11월 30일). “<부러진 화살> 정지영 감독, 감독상 수상”. 맥스무비. 2016년 3월 4일에 원본 문서에서 보존된 문서. 2013년 5월 22일에 확인함.
12. ↑  ‘부러진화살’ 5억→256억 영화계 발칵 ‘소중한 기록’ 가능했던 이유 뉴스엔, 2012년 3월 21일